# Šchita
Šchita (hebrejsky: שחיטה‎) je rituální porážka zvířat podle židovských náboženských předpisů (halachy). Odkaz na existenci rituálních pravidel porážky najdeme v Tóře, podrobně se pak šchitou zabývají první dvě kapitoly traktátu Chulin. Pravidla šchity nalezneme v základních halachických kodifikacích Mišne Tora a Jore Dea (§§ 1–28).
Zvíře usmrcené jakýmkoli jiným způsobem je, stejně jako zvíře, které zemřelo samo od sebe, považováno za zdechlinu (nevela) a je židům přísně zakázáno ke konzumaci. Nevelu je však možno zpracovat pro technické účely, nakrmit s ní zvířata nebo ji prodat.

## Předpoklady
Ke šchitě jsou způsobilé pouze „čisté“ druhy dobytka, zvěře a ptáků; ryby šchitu nepotřebují a je možno je usmrtit jiným vhodným postupem. „Nečistá“ zvířata jsou považována za zdechlinu bez ohledu na to, jakým způsobem byla poražena.
Osoba provádějící šchitu je označována jako šochet. Šochetem může být pouze věřící a praktikující dospělý žid, který složil zkoušku osvědčující dobré znalosti pravidel šchity, dovednost a dostatečnou fyzickou odolnost.

## Nůž
Pro šchitu se dnes používá speciální nůž z kvalitní nerezové oceli. Nůž má charakteristiký obdélníkový tvar s rukojetí. Jeho délka by měla odpovídat přibližně dvojnásobku šířky krku poráženého zvířete. Příliš dlouhý nebo příliš krátký nůž může způsobit „přitlačení“, které šchitu zneplatňuje. Běžně se užívají tři typy nožů: krátký pro ptactvo a drůbež, středně velký pro „lehký dobytek“ (ovce a kozy), a velký pro „hrubý (=hovězí) dobytek“. Nůž určený na šchitu se nepoužívá na žádný jiný účel.
Nůž musí být ostrý a jeho ostří dokonale hladké; sebemenší vada či zub způsobuje neplatnost porážky. Šochet musí umět nůž do této podoby nabrousit a musí jej před porážkou i po ní zkontrolovat. Kontrola se provádí tak, že šochet lehce přiloží nehet k ostří a opakovaně s ním pohybuje nahoru a dolů po ostří při různém naklonění nože. Kontrola nože vyžaduje mimořádné soustředění a je jednou z podstatných částí zkoušky šocheta.

## Základní pravidla šchity
Při šchitě šochet přeřízne měkké partie na krku zvířete; řez by měl dojít až k páteři, neměl by ji však zasáhnout. Má-li být řez v pořádku, musí přetít hrtan i jícen zvířete (u ptáků stačí jeden z nich); tyto trubice jsou proto označované jako „znaky“ (simanim). Jelikož jsou přitom zpravidla přeříznuty i krční tepny zvířete, dochází v důsledku poklesu krevního tlaku k okamžité ztrátě vědomí a následnému rychlému vykrvácení. Po šchitě se obvykle tělo zvířete ještě chvíli pohybuje – tyto pohyby označované jako pirkus jsou považovány za projev činnosti odumírající nervové soustavy a v případě sanitární porážky nemocného nebo poraněného zvířete slouží jako doklad o tom, že zvíře nezemřelo ještě před porážkou.

### Pět pravidel šchity
Přerušení (šehija)Porážka musí být provedena jedním nepřerušovaným řezem. Je možné pohybovat nožem tam a zpět, ale pohyb nesmí být přerušen.
Přitlačení (drasa)Šochet musí řezat pohybem tam a zpět, nikoli pouze tlačit na nůž shora dolů.
Překrytí nože (chalada)Nůž musí být po celou dobu porážky odkrytý. Není možné např. zabodnout nůž do krku a přetít simanim pohybem zevnitř ven. Je třeba dávat pozor také na to, aby při řezu nedošlo k překrytí nože např. srstí nebo peřím zvířete.
Řez mimo určené místo (hagrama)Řez musí přetít hrtan a jícen v určeném místě (pásmu). Je-li řez veden příliš blízko hlavě či tělu, je porážka neplatná. V případě pochybnosti o tomto aspektu šchity je třeba po porážce vyjmout a zkontrolovat příslušný siman.
Vytržení (ikur)Simanim nesmí být před porážkou ani během porážky vytrženy z místa, kde jsou přirozeně přirostlé ani odtrženy jeden od druhého.

## Kontrola
Po zaříznutí zvířete je třeba ověřit, zda šchita proběhla v pořádku.
1. Šochet je povinen zkontrolovat, zda byly správně přeříznuty simanim (hrtan a jícen) na krku zvířete. Simanim nemusejí být přeříznuty celé, stačí, když je přeříznuta větší část. U ptáků navíc stačí, když je takto přeříznut pouze jeden ze simanů. Tato kontrola se provádí buď vizuálně nebo hmatem.
2. Šochet musí zkontrolovat nůž i po porážce, aby si ověřil, že během porážky nebyla narušena hladkost ostří. Najde-li na ostří vadu, porážka je neplatná a zvíře je zakázané ke konzumaci. Nůž se opláchne a kontroluje obvyklým způsobem nehtem. Kontrola simanim i kontrola nože je ještě součástí šchity a za její provedení je odpovědný šochet. Je-li výsledek negativní, zvíře je prohlášeno za nevela a zakázáno židům ke konzumaci.
3. Proběhla-li šchita v pořádku, je třeba dále zkontrolovat, zda zvíře nebylo postiženo nemocí nebo zraněním, které by je řadilo do kategorie taref (trejfe). Povinně se kontrolují u dobytka plíce; v případě podezření na výskyt jiné vady se provádějí ještě další kontroly, a to i u ptáků. Prošlo-li zvíře i touto kontrolou, je z halachického hlediska povolené ke konzumaci.
4. Veterinární prohlídka není halachicky výslovně vyžadována, ale může být předepsána státními zákony. Někdy je podřazena pod halachický požadavek ochrany života a zdraví.

## Zpracování poraženého zvířete
I když je zvíře poraženo rituálně správným způsobem, jsou některé jeho části zakázány a je potřeba je před zpracováním odstranit. Zakázané jsou:
- krev zvířete,
- určité části tuku (chelev),
- nerv zvaný gid ha-naše.

### Nikur
Odstranění zakázaného tuku a gid ha-naše se nazývá nikur a stejně jako šchita a bedika vyžaduje, aby ji prováděla vyškolená a zkušená osoba.
Aškenazim nikur nedělají a konzumují pouze přední část zvířete, která problematické tuky a nervy neobsahuje.

### Odstranění krve
Konzumace krve dobytka, zvěře a ptáků je přísně zakázána, proto je před dalším zpracováním potřeba odstranit i zbytky krve, které jsou obsaženy v mase a vnitřnostech. Pro odstranění krve se používají dva způsoby:
nasolení (melicha)maso se důkladně očistí, ze všech stran pokryje hrubou solí a nechá hodinu stát tak, aby vytékající šťáva mohla odtékat. Poté se sůl důkladně opláchne a maso je připraveno. Některé vnitřnosti mají pro nasolování zvláštní pravidla.
opečení (clia)maso se opeče na ohni tak, aby vytékající šťáva mohla odkapávat. Tento způsob je důkladnější a dá se použít i v některých případech, kdy nasolení není dostačující metoda.
Na rybí krev se zákaz nevztahuje a je možné ji konzumovat, pokud je jako rybí zřetelně označena (například přidáním šupin do nádoby s krví).

## Přikrytí krve
Po porážce ptáků nebo zvěře (ne dobytka) je šochet povinen provést „přikrytí krve“ (kisuj dam). Krev se při porážce nechá vytéct na sypkou půdu nebo prach, do kterých se může vsáknout, a po porážce se na příslušné místo nasype další prach.